# Cantons de l'Alta Viena
Els Cantons de l'Alta Viena són 42 i s'agrupen en 3 districtes:

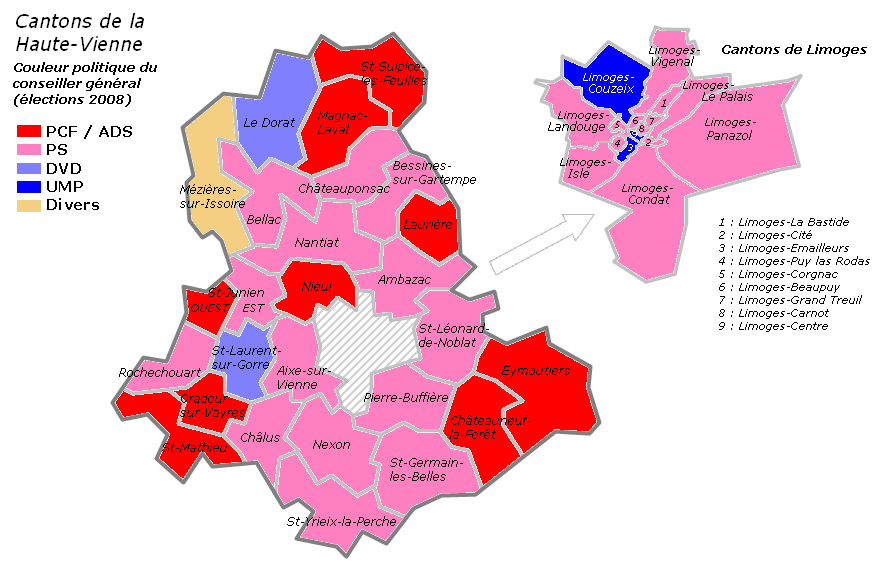
Cantons de l'Alta Viena

- Districte de Belac (8 cantons - sotsprefectura: Belac) :
cantó de Belac - cantó de Becinas - cantó de Chastél Ponçac - cantó de Le Daurat - cantó de Manhac la Vau - cantó de Masères - cantó de Nantiac - cantó de Sent Sepise

- Districte de Llemotges (28 cantons - prefectura: Llemotges) :
cantó d'Aissa - cantó d'Embasac - cantó de Chasluç - cantó de Chasteu Nuòu - cantó d'Aimostier - cantó de L'Auriéra - cantó de Llemotges Beu Puég - cantó de Llemotges Carnot - cantó de Llemotges Centre - cantó de Llemotges Ciutat - cantó de Llemotges Condat - cantó de Llemotges Cornhac - cantó de Llemotges Cosés - cantó de Llemotges Esmautaires - cantó de Llemotges Grand Truèlh - cantó de Llemotges Isla - cantó de Llemotges La Bastida - cantó de Llemotges Sent Marçau - cantó de Llemotges Lu Palaiç - cantó de Llemotges Panasòu - cantó de Llemotges Puég Las Ròdas - cantó de Llemotges Vigenau - cantó de 'Neiçon - cantó de Nuèlh - cantó de Péira Bufíera - cantó de Sent German las Belas - cantó de Sent Liunard - cantó de Sent Iriès

- Districte de Rechoard (6 cantons - sotsprefectura: Rechoard) :
cantó d'Orador de Vairas - cantó de Rechoard - cantó de Sent Junian Est - Cantó de Sent Junian Oest - cantó de Sent Laurenç de Gòra - cantó de Samatiá